# Гута (Шептицький район)
Гу́та — село в Україні, у Шептицькому районі Львівської області. Населення становить 511 осіб. Орган місцевого самоврядування — Савчинська сільська рада. Відстань до райцентру становить близько 11 км і проходить автошляхом місцевого значення.

## Історія
Має присілки — Шмітків, хутор, Домики. Між Шмітковом і Гутою є ланцюжок ставків, також залишки польських споруд: млин господарський, сторожка брами панського палацу графа Потоцького та каплиця з розграбованим похованням родини Плятер. У лісі за селом є відновлена криївка, де загинуло 10 воїнів УПА місцевих мешканців, а також вихідців з Вінниччини і інших с. Шмітків.
Церква Покрови Пр. Богородиці. 1755.
Найдавніші згадки про церкву походять з 1578 р. У 1755 р. збудована з дерева на підмурівку коштом дідича Томи Поляновського тризрубна одноверха церква. Її високий восьмерик нави вінчала шоломова баня з ліхтарем і маківкою. Виселені у 1946 р. українці повернулися 1951 р. Закрита у 1950 р. церква розвалилася у 1987 р.
У 1991 р. розпочали мурувати нову хрещату, одноверху будівлю за проєктом архітекта Святослава Крупчука в колишньому присілку Мошків (зараз Гута). Проєкт нової дерев'яної церкви для Шмиткова розробив архітектор Ігор Дідик у 1992 р.
Колись на місці сучасного села Гути були розташовані два села із зовсім різними назвами: Мошків і Шмітків. Про ці села згадував у XVII ст. німецький дослідник Сакхен.
Перша згадка про село Мошків у історичних матеріалах відноситься до 1449 року, а про село Шмітків — навіть раніше, до 1423 року. Згідно з переказами, Мошків називається так тому, що першим поселенцем був селянин Мошко.
За іншою легендою, багато років тому на місці, де зараз Шмітків і Мошків, колись було поселення. В ньому жили євреї та українці. Українці ходили в церкву, а євреї мали свою синагогу, де молилися. Одного разу два єврейські хлопчики — Шміт і Мошко — на Зелені свята побігли з українськими дітьми до церкви і там запричастилися. Після цього хлопчики пішли додому і розповіли все своїм батькам. А на той час не можна було євреям приймати Боже тіло і кров, бо це був смертельний гріх. За це батьки спалили своїх дітей у печі. Українці на честь цих хлопчиків, які загинули за християнську віру, назвали свої поселення Шмітків і Мошків.
Село Гута розміщене за колишньою лінією Керзона. Після Другої світової війни село опинилося у складі Польщі. Корінне населення у 1945—1946 роках було переселено в Івано—Франківську область. 6-15 липня 1947 року під час операції «Вісла» польська армія виселила з Мошкова на щойно приєднані до Польщі північно-західні терени 120 українців, зі Шміткова — 37 українців. У Мошкові залишилося 12 поляків, у Шміткові — троє.
За радянсько-польським обміном територіями 15 лютого 1951 року село передане до УРСР, а частина польського населення переселена до Нижньо-Устрицького району, включеного до складу ПНР. Село було заселене мешканцями села Гвоздця Дрогобицького району. Пізніше корінне населення Мошкова почало повертатися на свої батьківські землі. Зараз у селі Гуті проживають також нащадки тих людей, які були переселені з Лемківщини, територія якої сьогодні належить Польщі.
Саме після Другої світової війни село Мошків було об'єднане зі Шмітковим і перейменоване на Гуту.

## Відомі люди
- Лагода Петро — український військовик, хорунжий УПА, командир сотень «Ведмідь» та «Жубри II» в ТВ-14 «Асфальт».

## Розділ 1. Сучасний стан Гути
У селі Гуті є ряд архітектурних, мистецьких і історичних пам'яток. У тій частині Гути, яка колись була селом Шмітковим, у 1755—1940 роках діяла церква Покрови. В 1940 році, під час Другої Світової війни, ця церква була зруйнована. У 1992 році замість неї постала нова дерев'яна церква. Поблизу церкви збереглася збудована у 1864 році капличка. У тій частині Гути, яка колись була селом Мошковим, побудована нова мурована церква Введення Богородиці в Храм Господній. Обидві церкви зведені в класичному стилі.
Відзначимо також каплицю у Гуті (колись — Шміткові), споруджену в XVIII столітті Едульгардом Поляновським і млин, зведений у XIX столітті графом Вібергом Плятером із Голландії. З інших історичних пам'яток назвемо стару дзвіницю церкви у шмітківській частині Гути, яка має більше як 200 років.
Дуже гарною мистецькою спорудою с. Гути є Покрова Пресвятої Богородиці, зведена в 2005 році. Важливими історичними пам'ятками села є музей — криївка вояків Української Повстанської Армії, відкрита 14 жовтня 2007 року, та меморіальний хрест пам'яті героїв УПА. Тут стояли на смерть одинадцять українських повстанців на чолі з ройовим «Дібровою». Ці всі мистецькі та історичні пам'ятки розташовані у шмітківській частині Гути. Гута має асфальтовані дороги, крамниці та Народний Дім «Просвіту». Поблизу цього села є ліси, які надають йому самобутнього колориту.

## Розділ 2. Значні для села Гути історичні події
Хоча перші згадки про Мошків і Шмітків датуються XV століттям, територія, на якій вони розташовані, була заселена ще задовго до цих подій.
У 1490 році в селах Мошкові та Шміткові пройшло повстання під проводом Мухи. В цьому повстанні брали участь місцеві селяни. В 1649 році у селах також відбулося повстання. Повсталі селяни напали на маєток пана Поляновського, вимагаючи збільшення заробітної плати і належних умов праці. Про ті давні часи залишилося дуже мало документів. У 1748 р. пані Роза Зелінських організувала побудову церкви в батьківському маєтку в селі Шміткові. У 1755 році ця церква вже була збудована, а в 1763 р. — освячена архієпископом Холмським Риром. Він був родичем пана Поляновського. В 1879 році відбулася реставрація церкви за кошти дідича Томаша Поляновського. Освятив церкву парох Іван Худик.
У 1880 році в селі Шміткові була побудована двокласна школа, і до неї ходили діти з Мошкова і Шміткова. Навчалася 221 дитина. Навчання проводилося українською мовою. На той час у селі Шміткові було 375 греко—католиків, 71 римо—католик і 14 євреїв.
У 1880 р. у Шміткові була організована «Просвіта», при якій діяла каса «пожиткова» (каса допомоги), у якій було 1670 злотих. У селі діяли два млини: Семенів і Попівський. У 1901 році шмітківська церква була знову відреставрована і займалися цією реставрацією майстри Василь Топорівський (поляк), Войціх Міллер (німець), Семен Олійник і Семен Чаус (українці). Тоді дяком був Йосиф Гурак. Особливістю Церкви у Шміткові було те, що її високий восьмерик нави вінчала шоломова баня з ліхтарем і манівкою. Церква була оновлена і заново перекрита за кошти священика Мосевича, панів Станіслава і Зіновії Поляновських, жителів села Шміткова Федора Кохальського, Романа Олійника, Степана Ваврука та Панаса Водоноса. Тоді церкві належало 28 моргів поля. Села Мошків і Шмітків мали 595 моргів поля, 70 моргів лук і городів, 36 моргів пасовищ.
Однією з найкрасивіших споруд була каплиця у Шміткові, споруджена у XVIII ст. Едульгардом Поляновським. Водночас вона служила склепом для родини Поляновських. До сьогоднішнього часу живе легенда про те, що там живуть привиди, які стережуть родинні скарби Поляновських. У наш час[коли?] залишилися лише залишки розграбованого склепу.
Зараз у Гуті залишилася ще одна історична пам'ятка — це млин. Його побудував у XIX ст. Віберг Плятер із Голландії. Він одружився з польською княгинею українського роду Чортарийською, і на честь своєї дочки Павліни, що народилася у Шміткові, цей граф побудував млин.
Цікаву історію має дзвін старої церкви у Шміткові. Цей дзвін назвали «дзвоном Поляновської». Він має понад 200 років. За свою довгу історію існування дзвін побував у Києві, Варшаві і навіть — у Москві. Цікавий факт: історію села Шміткова можна знайти у львівській бібліотеці «Народна справа». Редактор цієї історії Шміткова — Тихитор і датована вона 1933—1934 роками.
У 1955 році церква у шмітківській частині Гути повністю зруйнувалася. На її місці хотіли збудувати конюшню. Неподалік від церкви існує старий цвинтар, на якому похована родина першодрукаря Івана Федорова. Був напис на плиті.
У 1970-х роках у Гуті був збудований Народний Дім «Просвіта». Найбільший внесок для будівництва цієї будівлі вніс голова колгоспу «Нове життя» Іван Якович Шимановський. Він також побудував контору колгоспу та Народний Дім у Савчині.
У 1992 році в селі Гуті розпочали будувати нову хрещату одноверху церкву за проєктом С. Крупчука. Перший камінь був закладений 18 липня 1992 року. Збудували її в 1995 році. А посвятили 28 липня 1996 року. На будівництво церкви кошти збирала вся громада. Перший парох правив 5 років. Із 2001 року та по цей час місцевим парохом є о. Іван Макар.
У той самий час почали будувати церкву і у шмітківській частині Гути. Проєкт нової дерев'яної церкви розробив Ігор Дідик у 1992 році. Церкву збудували у 1995 році. Кошти збирала громада присілку Гути — Шміткова. У 2005 році була зведена каплиця Покрови Пресвятої Богоматері у цьому присілку.
У 2007 р. було куплено і посвячено новий дзвін церкви в Гуті. Кошти на нього дав Михайло Друк. Дзвін було названо «Денис» на честь онука М. Друка.
Видатною подією для села Гути можна вважати відкриття 14 жовтня 2007 року музею — криївки воїнів УПА. В урочистостях взяли участь жителі навколишніх сіл та міста Сокаля. Біля музею — криївки знаходиться меморіальний хрест пам'яті героїв Української Повстанської Армії. На цьому меморіалі викарбувані такі героїчні слова: "Тут стояли на смерть одинадцять невідомих повстанців УПА на чолі з ройовим «Дібровою». Вони загинули, але не здалися.